# Franklin J. Schaffner
Franklin James Schaffner, född 30 maj 1920 i Tokyo i Japan, död 2 juli 1989 i Santa Monica i Kalifornien, var en amerikansk TV- och filmregissör. Bland Schaffners filmer kan nämnas Apornas planet (1968), Patton – Pansargeneralen (1970) och Papillon (1973).

## Biografi
Franklin James Schaffner föddes 30 maj 1920 som son till två missionärer i Tokyo i Japan och växte också upp där. Han flyttade sedan tillbaka till USA och tog examen på Franklin & Marshall College, där han läste drama. 
Schaffner läste senare juridik på Columbia University i New York, men hans utbildning stördes av andra världskriget, där han var aktiv i amfibieoperationer i Europa och Nordafrika. Under den senare delen av kriget blev han skickad till fjärran östern för att arbeta med Office of Strategic Services (OSS).

### Karriär
När han kom hem efter kriget hittade han jobb inom TV-industrin med The March of Time, som ledde till att han anslöt sig till CBS-nätverket. Han vann Emmy Awards för regin av CBS TV-version av Tolv edsvurna män (1954). Detta var bara en av många Emmys Schaffner skulle vinna under sin karriär.
År 1968 regisserade han Apornas planet, baserad på Pierre Boulles bok med samma namn. Två år senare hade filmen Patton – Pansargeneralen premiär, som gav Schaffner en Oscar för bästa regi. 1973 regisserade han Papillon med bland andra Steve McQueen och Dustin Hoffman.
Schaffner använde sig ofta av musik komponerad av Jerry Goldsmith i sina filmer. Han har, till exempel, gjort musiken till Apornas planet, Papillon och Patton – Pansargeneralen.
Slutet på Schaffners karriär blev den 2 juli 1989, då han avled, 69 år gammal.

## Filmografi i urval
- 1949–1956 – Studio One (TV-serie) (111 avsnitt)
- 1953–1959 – Person to Person (TV-serie) (248 avsnitt)
- 1954 – Tolv edsvurna män (TV-film)
- 1957–1960 – Playhouse 90 (TV-serie) (19 avsnitt)
- 1964 – The Best Man
- 1965 – De grymma och de tappra
- 1967 – Dubbelgångaren
- 1968 – Apornas planet
- 1970 – Patton – Pansargeneralen
- 1971 – Nikolaus och Alexandra
- 1973 – Papillon
- 1977 – Öar i strömmen
- 1978 – Pojkarna från Brasilien
- 1981 – Sphinx
- 1987 – Lejonhjärta